# Llinars (Odèn)
Llinars és una de les nou entitats de població del municipi d'Odèn (Solsonès). El poble està constituït per un petit nucli agrupat que es troba a l'extrem nord-occidental del municipi a 1.264 m. d'altitud que es troba al vessant oriental del serrat de Colldemà al costat de ponent de la carretera L-401, i a escassos 750 m. del Coll del Boix, punt on es surt del Solsonès i s'entra a l'Alt Urgell.

## Demografia
| Evolució demogràfica |            |            |            |                   |                   |                   |       |
| Any                  | Nucli urbà | Nucli urbà | Nucli urbà | Poblament dispers | Poblament dispers | Poblament dispers | Total |
| Any                  | Homes      | Dones      | Total      | Homes             | Dones             | Total             | Total |
| 2000                 | 35         | 29         | 64         | 0                 | 0                 | 0                 | 64    |
| 2001                 | 35         | 30         | 65         | 0                 | 0                 | 0                 | 65    |
| 2002                 | 34         | 30         | 64         | 0                 | 0                 | 0                 | 64    |
| 2003                 | 34         | 28         | 62         | 0                 | 0                 | 0                 | 62    |
| 2004                 | 33         | 27         | 60         | 0                 | 0                 | 0                 | 60    |
| 2005                 | 32         | 26         | 58         | 0                 | 0                 | 0                 | 58    |
| 2006                 | 33         | 28         | 61         | 0                 | 0                 | 0                 | 61    |
| 2007                 | 30         | 28         | 58         | 0                 | 0                 | 0                 | 58    |
| 2008                 | 30         | 28         | 58         | 0                 | 0                 | 0                 | 58    |
| Font: INE            |            |            |            |                   |                   |                   |       |